# Amalie Fréderique Kattenbusch
Amalie Fréderique Kattenbusch (Eschweiler, 20 mei 1812 - Gorinchem, 2 februari 1896) pleitte samen met haar man, de Nederlandse legerarts Johan Hendrik Christiaan Basting, en de met hen bevriende Rode Kruis-oprichter Henri Dunant, voor het in alle landen oprichten van Rode Kruis-verenigingen. Amalie steunde Henry Dunants lobby voor de het Rode Kruis, en richtte later de plaatselijke Rode Kruis-afdeling in Gorinchem op.

## Biografie

### Totstandkoming van het Internationale Rode Kruis
Amalies echtgenoot had de Zwitser Henri Dunant uitgenodigd om hem te vergezellen wanneer hij namens Nederland het Internationaal Statistisch Congres in Berlijn zou gaan bijwonen dat in september 1863 plaatsvond. Op dit congres werd onder andere over gewonden en ziekten tijdens oorlogen gesproken. Het congres zou een ultieme gelegenheid zijn om Dunants ideeën die hij een jaar eerder publiceerde in Een herinnering aan Solferino aan de man te brengen bij de andere regeringsvertegenwoordigers, en om alle landen uit te nodigen voor een bijeenkomst later dat jaar in Genève om verder te spreken over de mogelijkheid en noodzakelijkheid om nationale Rode Kruis-verenigingen op te gaan richten. Amalie ging met haar echtgenoot mee, en zo zouden ze enkele dagen intensief met Henry Dunant optrekken. In Berlijn speelde Amalie een belangrijke rol bij het maken van de nodige vertalingen, en gezamenlijk werkte men aan een pamflet dat men er verspreidde. De lobby-actie van het drietal werd een groot succes: Al in oktober 1863 vond in Genève de eerste Rode Kruis-conferentie plaats, hetgeen in 1864 tot de eerste ondertekende Conventie van Genève leidde.

### Oprichting van het plaatselijke Rode Kruis in Gorinchem
De laatste jaren van Johan Bastings leven woonde het echtpaar Basting in Den Haag. Na de dood van haar echtgenoot in 1870 keerde Amalie terug naar Gorinchem waar haar zus Henriëtte en haar broer Johan met zijn vrouw Mathilde Suzanna Wilhelmina Kattenbusch-Kehrer en woonden. Met deze schoonzus Mathilde en enkele anderen richtte Amalie er in datzelfde jaar het Vrouwencomité op van het plaatselijke Rode Kruis, en in datzelfde jaar kwam er ook een mannencomité. Amalie zou er vrijwel de gehele periode tot 1885 voorzitster van blijven en er een actieve afdeling van maken. Daarna nam haar schoonzus Mathilde het voorzitterschap over, maar Amalie bleef tot haar dood in 1896 bij het Rode Kruis actief. Haar schoonzus Mathilde zou vervolgens nog tot 1912 actief betrokken blijven bij het plaatselijke Rode Kruis en daarmee in totaal 42 jaar verbonden zijn aan het Vrouwencomité, waarvan 27 jaar als voorzitster. Later zou ook Mathildes schoondochter Cornelia Kehrer-Stuart betrokken worden bij de afdeling. Evenals Amalie en Mathilde was zij actief bij het streven naar verbetering van de positie van meisjes en vrouwen, door te werken aan scholing en te strijden voor emancipatie en vrouwenkiesrecht, waarbij nauw werd samengewerkt met Aletta Jacobs. Aangezien Mathilde tot op hoge leeftijd actief bleef verkeerde zij met haar kleindochter Cornelia Kehrer-Stuart in hetzelfde feministisch activistisch netwerk als Aletta Jacobs. Deze Cornelia was ook presidente van de Haagsche afdeling van de Vereeniging voor het Vrouwenkiesrecht in Den Haag. Haar man - Matildes neef - was secretaris van de Mannenbond voor Vrouwenkiesrecht. Al deze contacten en activiteiten geven de breed maatschappelijke betrokkenheid, progressiviteit en het activisme weer van Amalies omgeving.

### Contact met Henri Dunant
Toen Amalie in 1895 vernam dat Henri Dunant, waarvan lang niets was vernomen, nog in leven was, nam ze contact met hem op en hervatte de correspondentie. Uit de laatste jaren 1895 en 1896 van haar leven zijn een aantal brieven bewaard gebleven uit de correspondentie tussen haar en Dunant (bij de Bibliothèque de Genève). Rombach meldt dat er acht brieven tussen hen beiden bewaard zijn gebleven uit de periode tussen 26 april 1893 en 22 oktober 1893.

### Overlijden
Amalie overleed in 1896 in Gorinchem en werd daar begraven.